# مقاطعة لاتيمر (أوكلاهوما)
مقاطعة لاتيمر (بالإنجليزية: Latimer County)‏ هي إحدى مقاطعات ولاية أوكلاهوما في الولايات المتحدة الأمريكية.